# 作州民芸館
作州民芸館（さくしゅうみんげいかん）は、岡山県津山市の城西地区にある、津山市内ほか作州一帯で製作される民芸品や郷土玩具を専門とする博物館である。城西浪漫館とともに「津山まちの駅城西」となっている。
1909年（明治42年）に建設された旧土居銀行（土居通博創設）の建物を1992年（平成4年）に津山市が取得して改修したもので、国の登録有形文化財に登録されている。

## 沿革

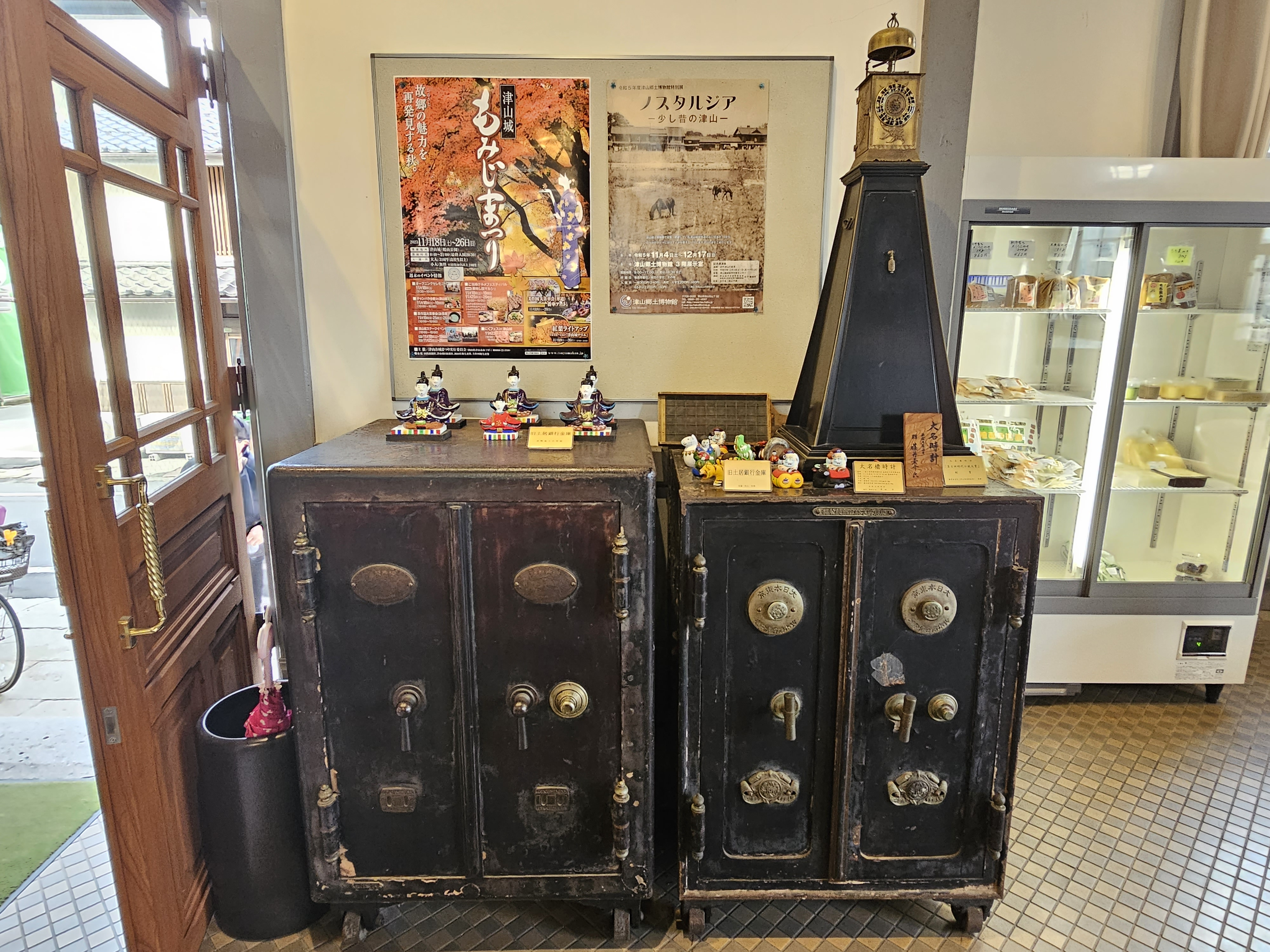
銀行時代の金庫

出雲往来に北面し、1909年（明治42年）に建設された土居銀行の津山支店として1909年（明治42年）に建設された。当時の津山駅は現在の津山口駅の場所にあり、西今町は津山の玄関口として繁栄していた。1920年（大正9年）に銀行の改組により本店となり、1930年（昭和5年）に統合により中国銀行となった。1947年（昭和22年）に日本塩回送株式会社となり、1952年（昭和27年）に吉井川漁業協同組合となった。その後は長く吉井川漁業の所有となっていたが、1992年（平成4年）に津山市が取得して改修し、1993年（平成5年）9月3日に美作地方の民芸品を展示する「作州民芸館」として開館させた。
1997年（平成9年）5月7日、国の登録有形文化財に登録された。
2018年（平成31年）、「津山まちの駅城西」となり、同じく城西地区にある城西浪漫館とともに地域情報の発信センターとしての役割を担うこととなった。津山市城西伝統的建造物群保存地区（重要伝統的建造物群保存地区）の特定保存物件に選定されている。
2023年（令和5年）、約4か月の工期で開館後初めての改修工事が行われた。1920年（大正9年）に土居銀行本店となった際に行われた最初の改修工事後の姿の復元をめざし、雨漏りなどで傷んでいた屋根裏内部を改修し腐食していた銅板を葺きの修繕のほか、外観装飾部の石調を洗い出し加工し、壁の漆喰は大正時代の塗装片などを参考に大正時代後期の青みがかったグレーの色合いを再現して、それまでのアイボリー色から一新された。また、金属製だった観音開きの玄関扉を建築当初の木製に戻し、木材にはケヤキが採用された。また、窓をすべて網入りガラスにするなどの改修も行われ、総事業費は約4,000万円。

## 建築

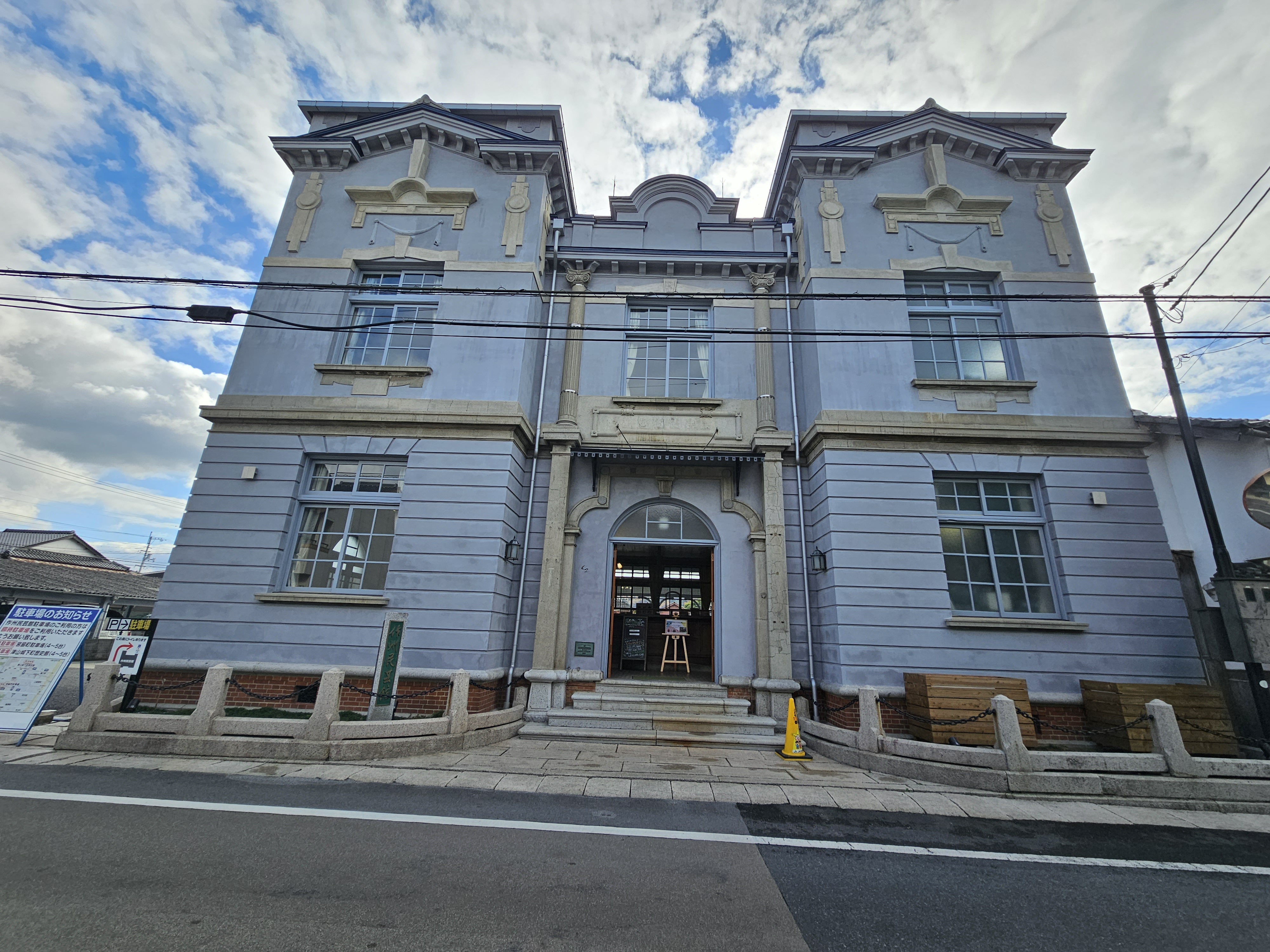
正面

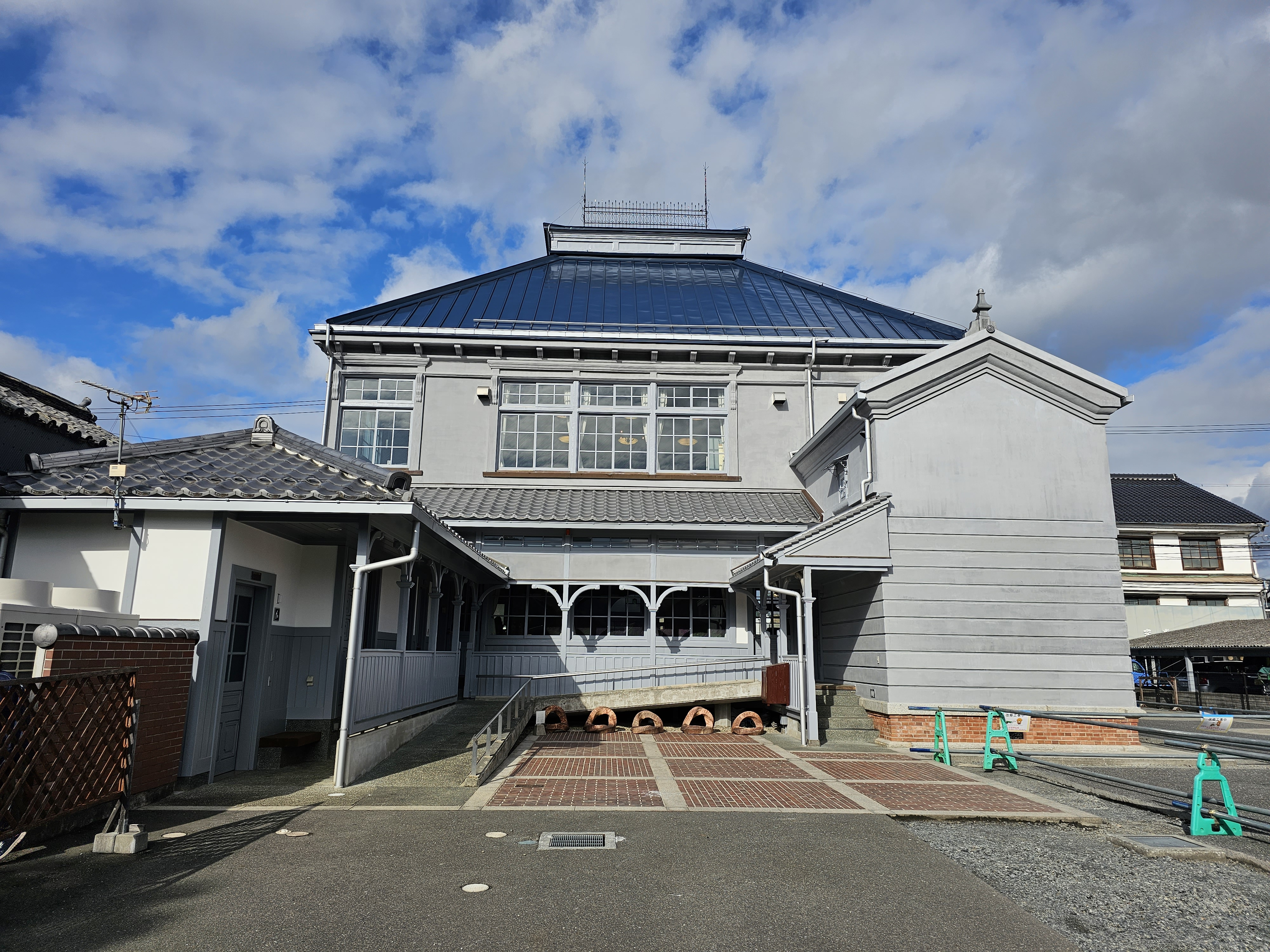
背面

建設年代は文献によりどの時点とするかで諸説あり、1909年（明治42年）に建設されたとする説と、1920年（大正9年）に建設されたとする説がある。
設計者は江川三郎八。江川が手掛けた商業建築の数少ない例として価値が高い。

### 外観
正面は装飾的な洋風建築であるのに対し、背面は慎ましい土蔵を思わせる二面的な建築に特徴がある擬洋風建築である。
主な建築様式の意匠は正円アーチと直線で左右対称に構成されるルネッサンス調を基調とし、外観は多様なモチーフを用いつつ、正面は左右対称を強調する玄関部の両翼の張り出しが特徴的。東西に塔屋が建ち、中央の玄関部に引き込みを設け、水平方向に3列に分節する。垂直方向は煉瓦で組んだ基壇の上部を3層で構築し、左右の塔屋部は1層目が箱目地を水平に配した石積み風、2・3層目は平坦な漆喰塗で仕上げたうえで、さらに3層目は壁面を幾何学的な新様式風の装飾で飾る。頂部に曲線でペディメントを設置し、屋根は急こう配の寄棟鋼板葺きで、棟飾りで頂部を締める。中央玄関部の1層目は、ドリス式（トスカナ式）風の付柱を左右2段に構えさせ、柱間に鉄製の庇をかける。2層目はイオニア式風の付柱を両サイドに備え、軒蛇腹の持送りを支える。
背面の金庫部の外観は、2層構造で下層は石積み風、上層は漆喰塗の壁となっている。屋根は切妻桟瓦葺きで全体的に土蔵を思わせる意匠となっており、洋風建築を模した本館部分と対照的な建築意匠となっている。

### 1階

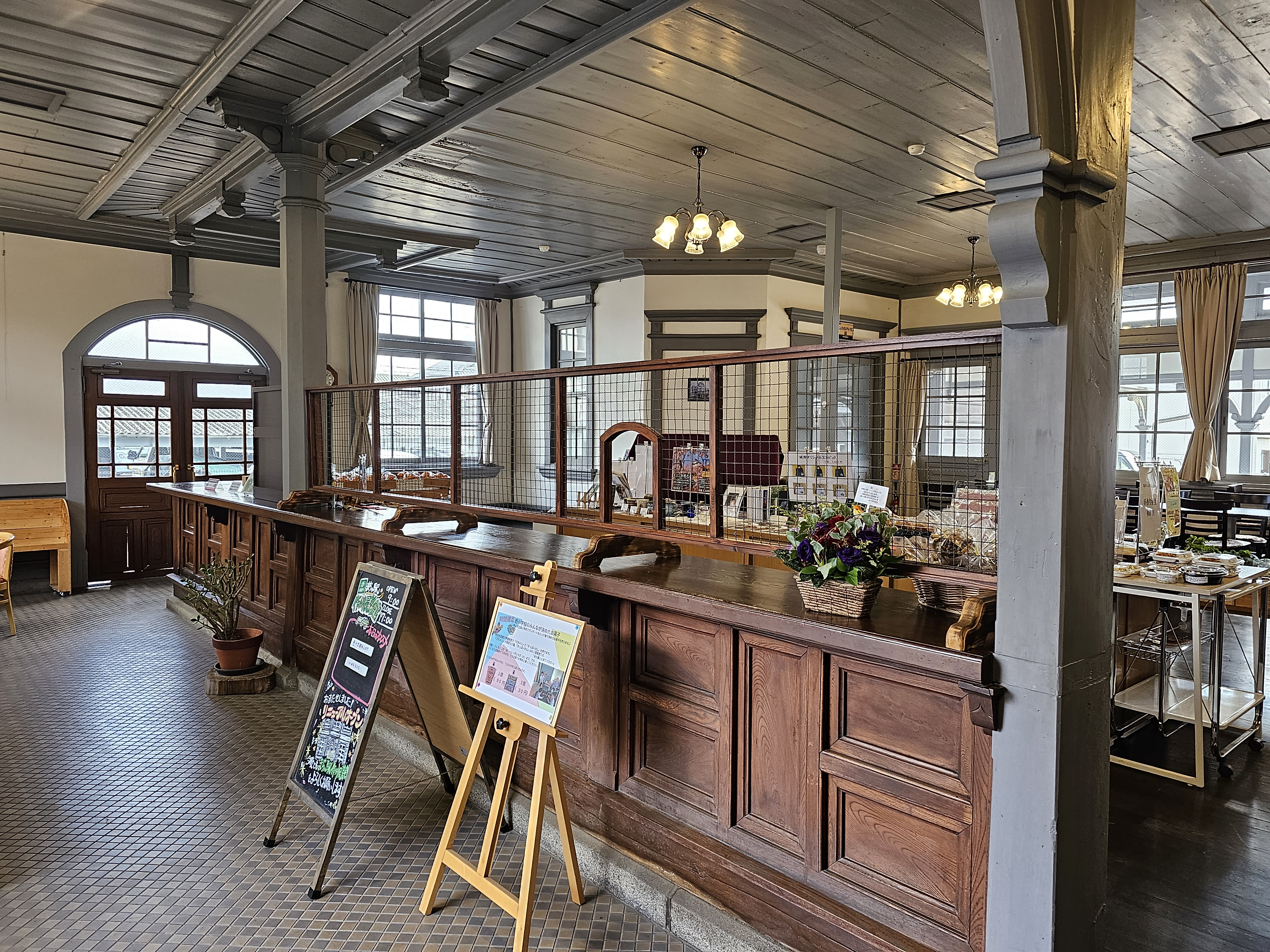
銀行時代からのカウンター

主体の平面は東西8間、南北6.5間で、木造2階建て。中央は広く営業室として確保され、背面の東側に金庫、西側に階段室と小部屋をまとめる。さらに西側に角屋でトイレが後に増築された。現存するL字型の大きなカウンターは、中央に八角形の柱を立て、ドリス式風の柱頭の上に持送りを備える。天板も持送りで支える構造で、腰壁を桝形の意匠で飾る。

### 2階

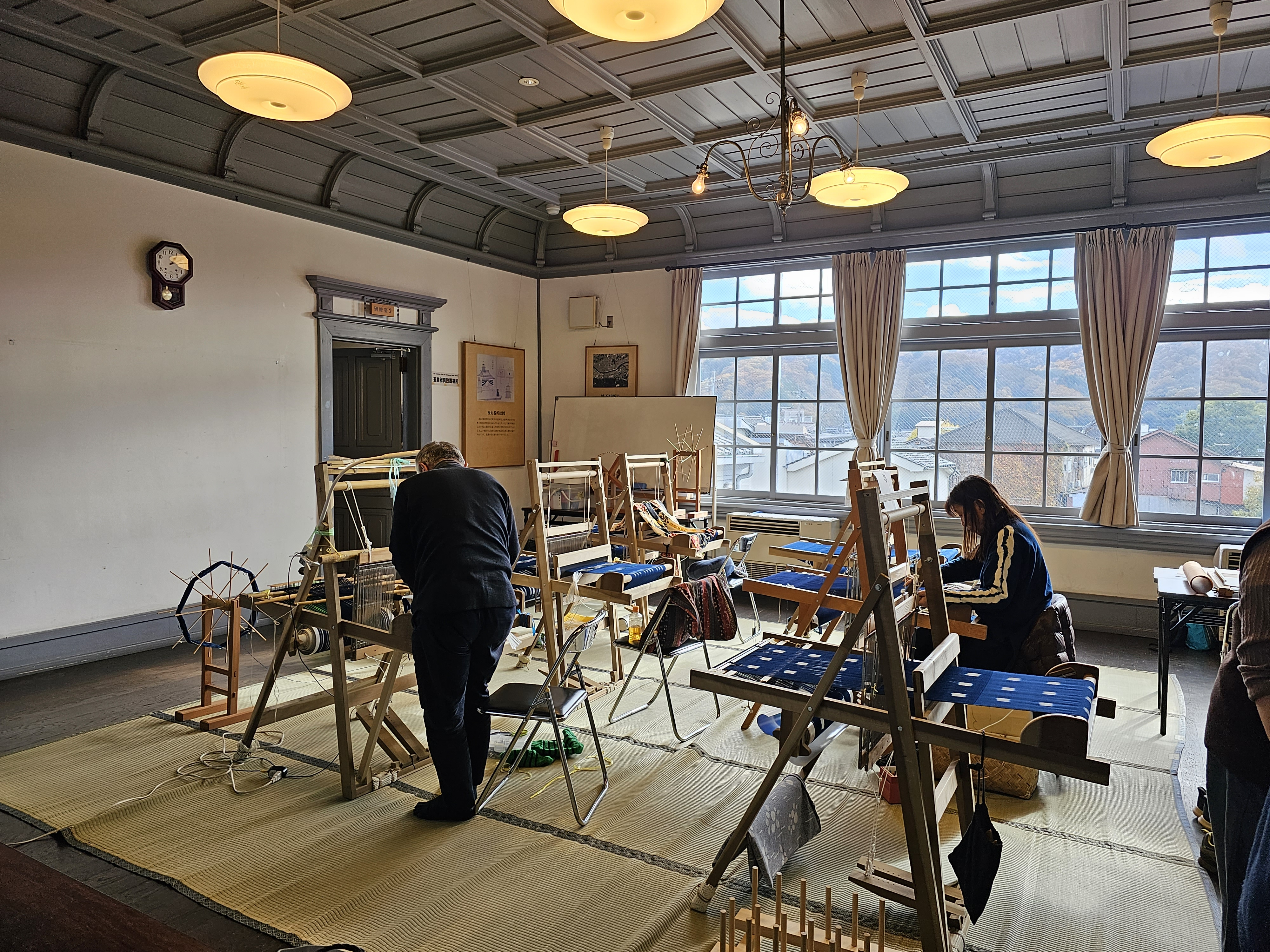
2階会議室

中央南側に会議室があり、それを取り囲む形で北と東に小部屋を配する。会議室の天井は折上格天井で格間は市松模様に羽目板を張り、意匠とする。支輪の細部は洋風の意匠が用いられ、擬洋風建築の趣を強める。

### 江川建築としての特徴
設計者は江川三郎八であるが、従来の江川式建築とは異なり、ハーフティンバー風の筋交いを持たず、外観も板張りではない。ただし、竣工時の外観は同時期に建設された岡山県会議事堂に似る。多様な建築様式を取り入れた装飾性を重視した外観に江川建築の特徴がみられる。
現在確認できるなかで江川三郎八の特徴が特にみられるのは主屋の小屋組で、梁行方向に台形状の平行弦トラスとキングポストトラスを組み合わせた特殊な架構となっている。この上下の弦材は棟通りの中央部では丸鋼のタイバーで繋がれている。平行弦トラスの方杖を1対省略している点を除けば、1909年（明治42年）に江川が設計した高梁市吹屋小学校本館中央棟の小屋組と似た構造体となっている。

### 創建当時と2019年時点の外観上の相違点
1909年（明治42年）竣工当時と比べ、2019年時点での相違点は両翼の塔屋部分に集中している。壁面を彩る新様式風の装飾や、玄関上部の幾何学的な飾りは竣工当初は無く、当初は単純なアーチ状であった。また、竣工当初は窓の上部に飾り板があり、重厚な雰囲気を持っていた。1909年（明治42年）に一支店から本店とするにあたり、意匠を簡略化し、幾何学的なモチーフを採用するなど新時代の雰囲気を取り入れて銀行本店にふさわしい風格を備えた外観を目指した改築が行われたことがうかがえる。

## 施設

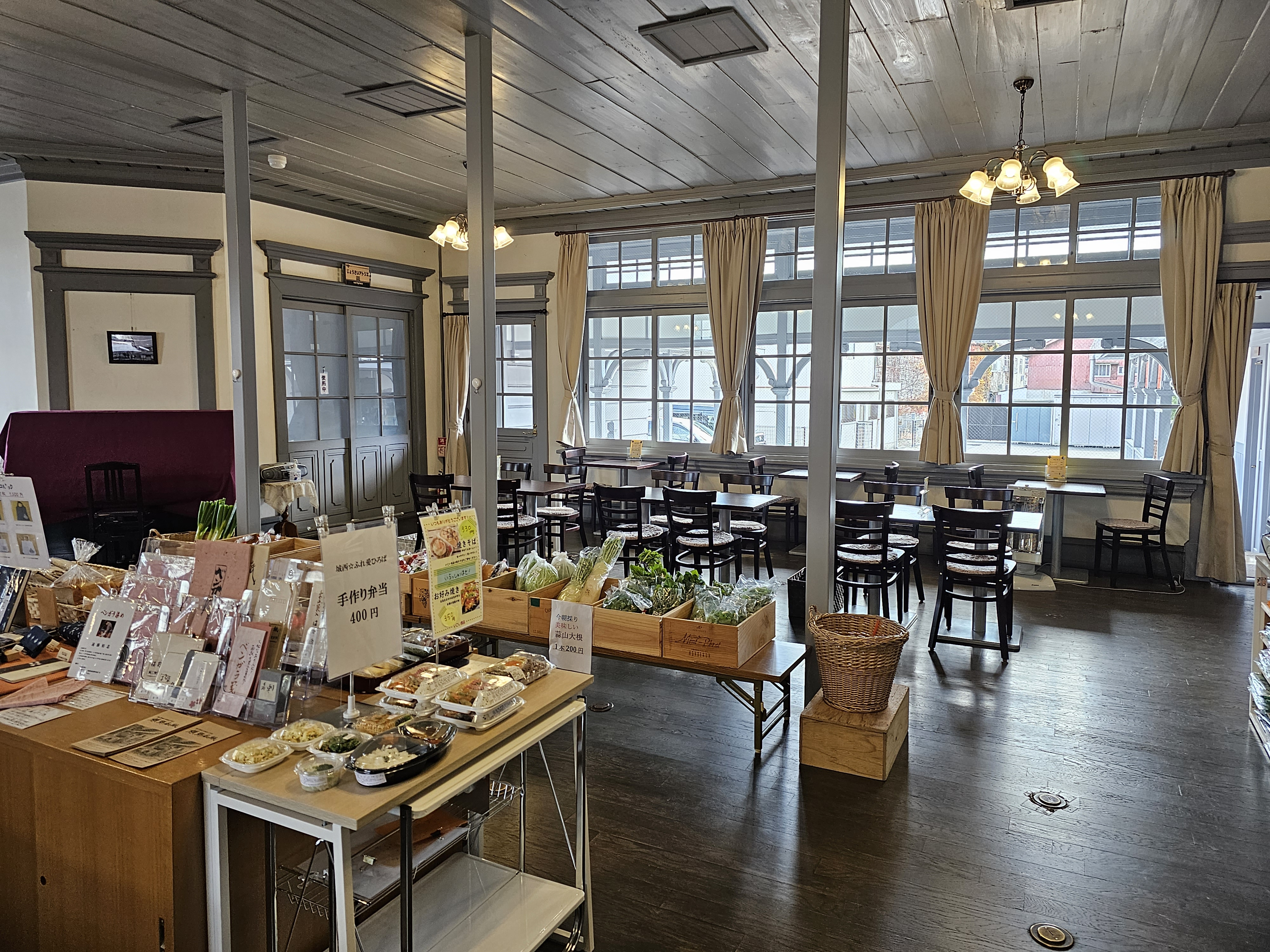
カフェとなっている1階

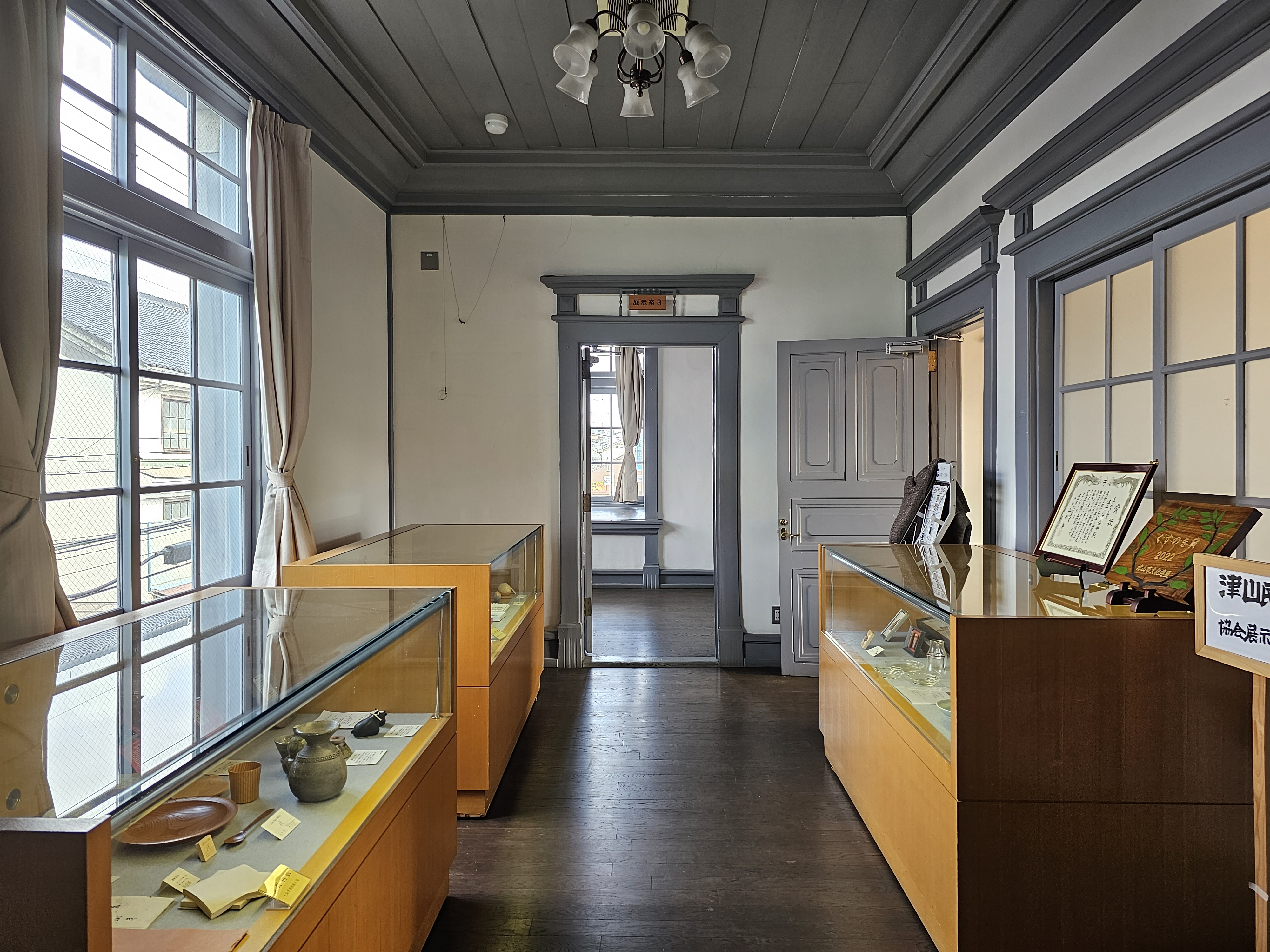
2階展示室

建築当時の雰囲気を損なわないよう配慮された改装がされており、ダイヤルの文字がかすれた金庫や、角のすり減った階段などに趣があると評される。
1階
入って正面のL字カウンターは銀行として開行当時のものが使われている。地産の野菜や加工食品、お弁当、菓子、民芸品などを販売するほか、カフェが併設されている。
2階
岡山県北部（作州地方）の工芸品を収集展示している。津山市をはじめ作州で現在も製作されている民芸品や郷土玩具などを常設展示する。また、こうした展示品を題材に郷土の歴史・文化・主に手仕事の産業に関する継承を図る。また、津山市城西地区の歴史を紹介する展示室となっている。

### 主な展示品
- 西大番所絵図 - 津山城下町西部の藺田川（いだがわ）に架かる翁橋の東詰めに設けられていた西大番所を描いたもの[3]。
- 染め型紙 - 昭和初期まで福渡町で染め屋を営んでいた津山市安岡町の岸田屋クリーニングが保存していた型紙の一部を展示する[3]。型紙は江戸時代末から明治、大正期にかけて制作され、昭和初期まで使用されていた[3]。
- 横野和紙 - 繊維が短く綿密であることが特徴的な和紙[1]
- 竹細工 - 作州牛などの工芸品が有名[1]

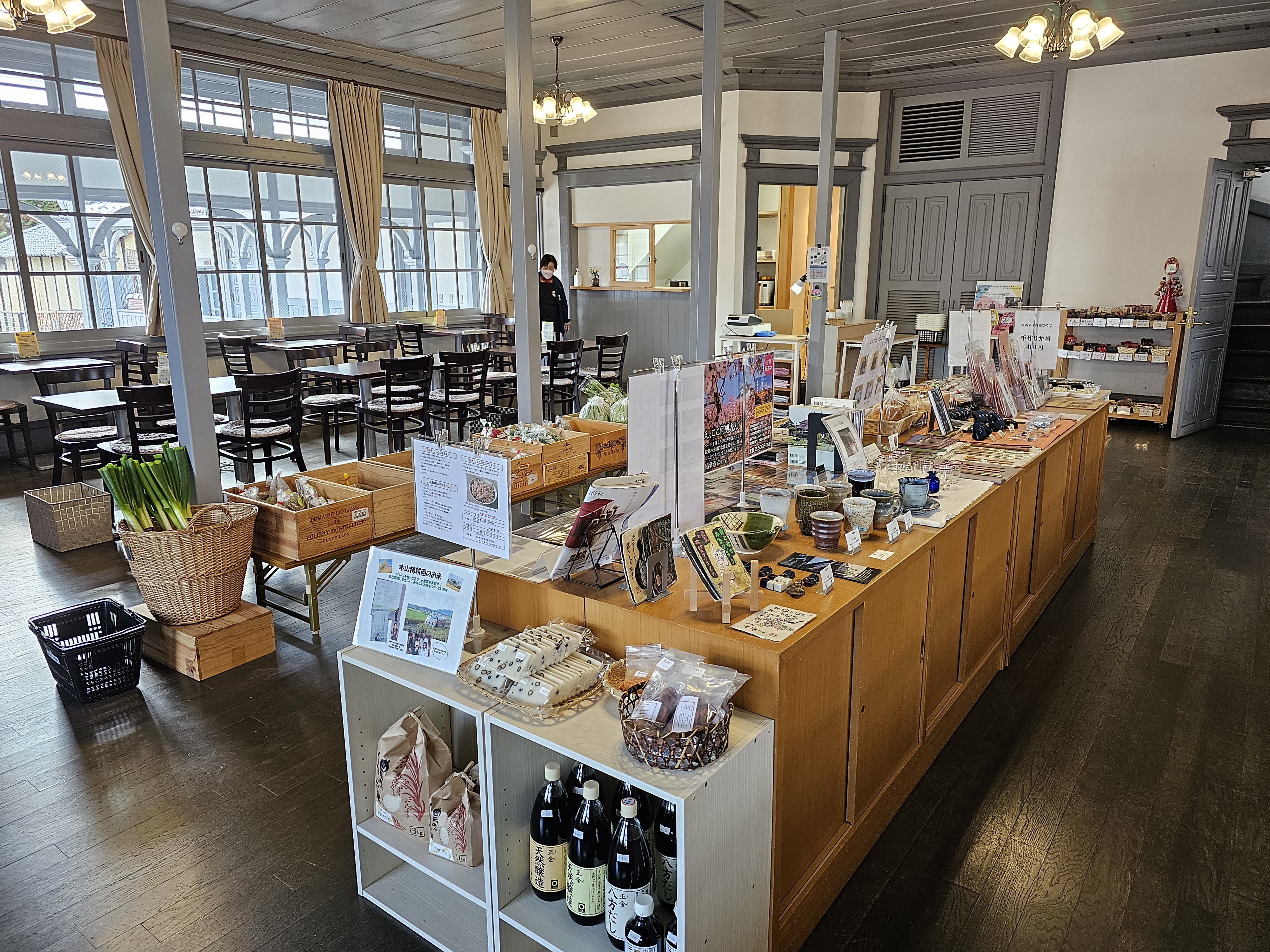
1階の物販コーナー
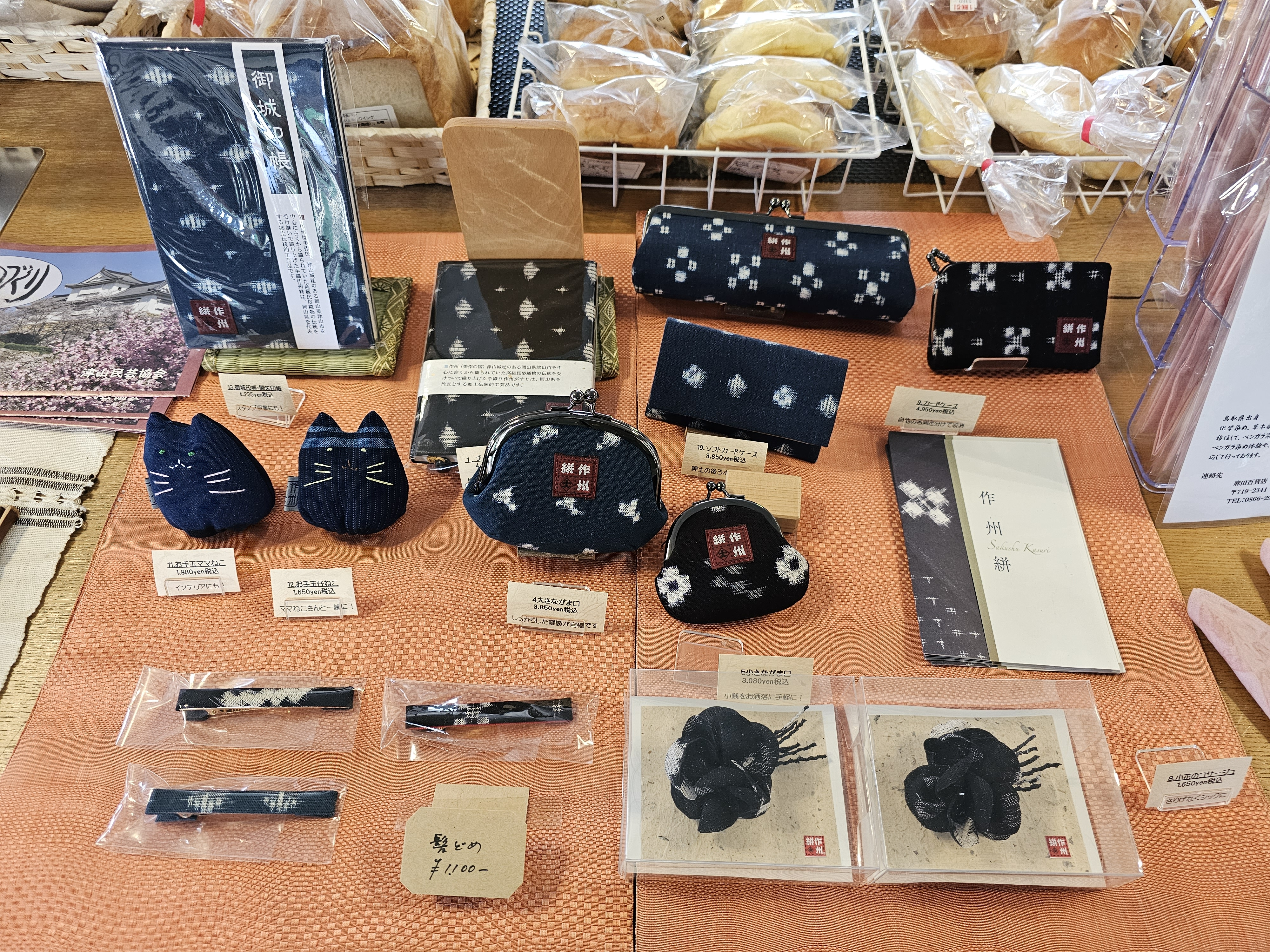
作州絣
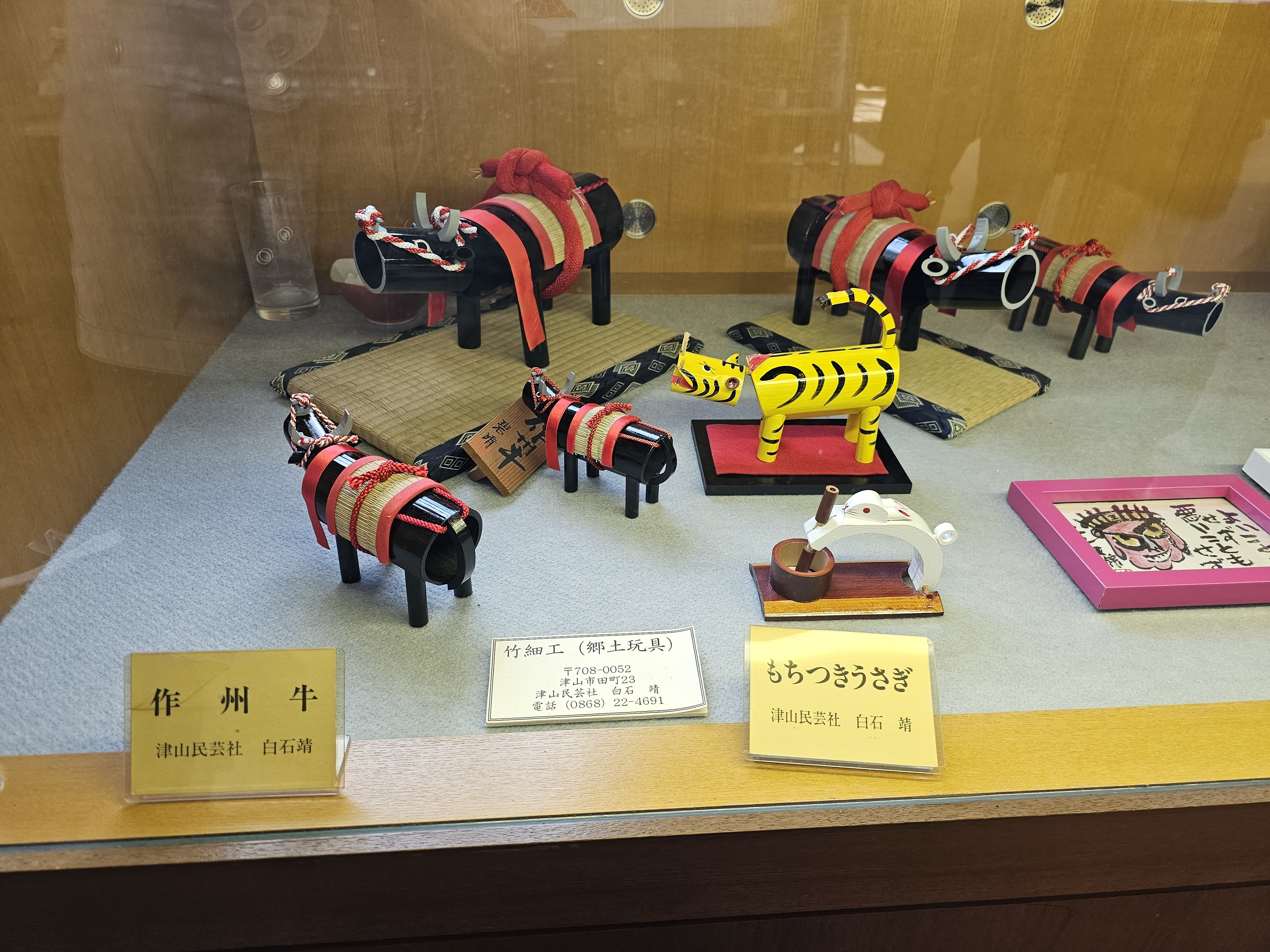
2階展示 竹細工、作州牛
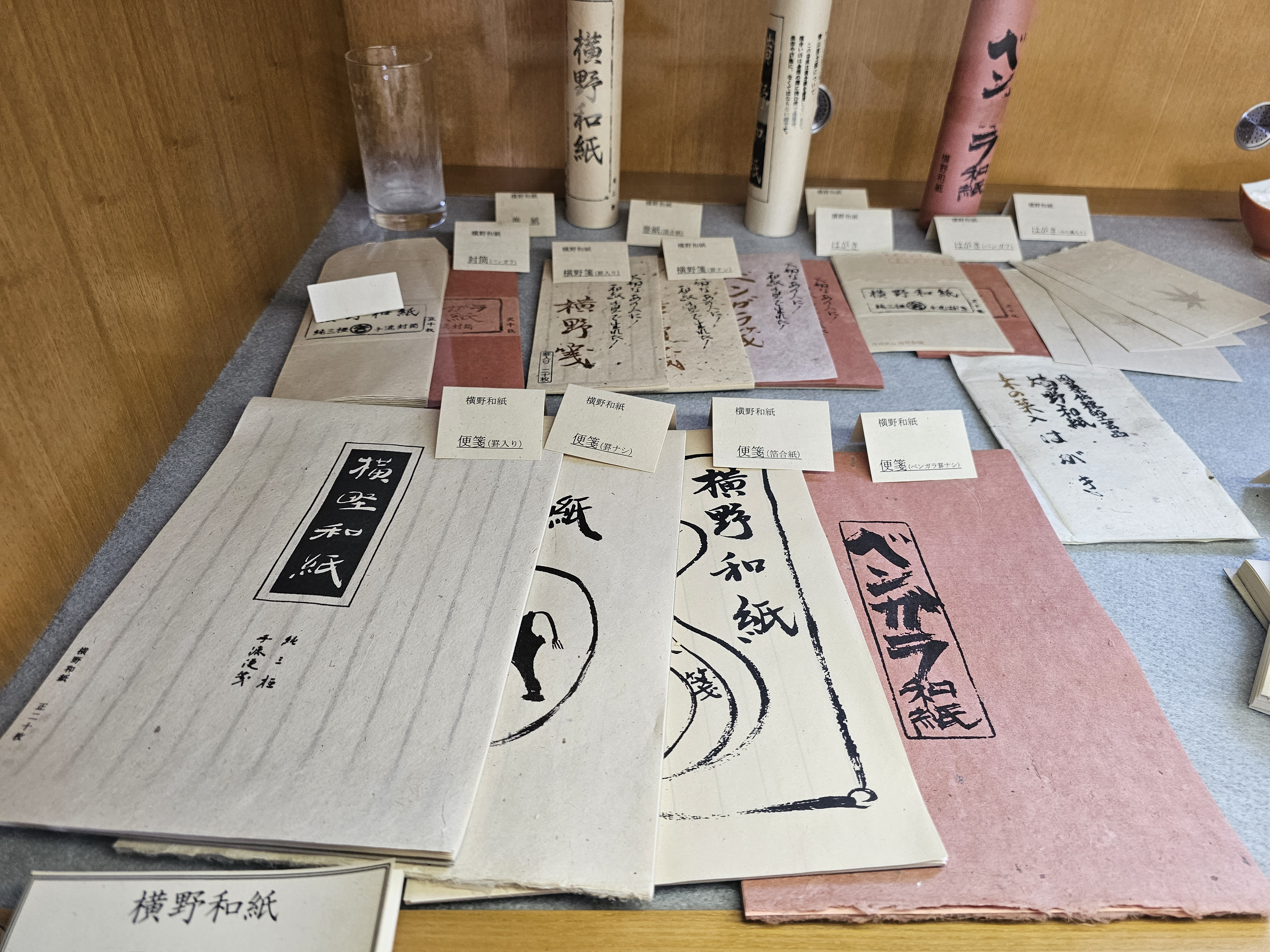
2階展示 横野和紙

## 利用情報
- 開館時間 - 午前9時～午後5時（入館は午後4時30分まで）[13][1]。
- 休館日 - 月曜日（祝祭日の場合はその翌日）、祝祭日の翌日、年末年始（12月29日～1月3日）。
- 入館料 - 無料

## 現地情報

### 所在地
- 住所 - 岡山県津山市西今町18
- 岡山県津山市の津山城下町にあたる城西地区の東にある翁橋の西に建つ[6]。

### アクセス
- JR姫新線・津山線 津山駅より徒歩約15分。
- 中国自動車道 院庄ICから車で約10分。駐車場10台。[13]